# Партизанская улица (Казань)
Улица Партизанская (тат. Партизан урамы, Partizan uramı) — внутриквартальная улица в Московском районе города Казани.

## Расположение
Улица расположена внутри квартала, ограниченного улицами Декабристов, Гагарина, Тунакова и Восстания, заканчиваясь пересечением с другой внутриквартальной улицей — Енисейской.

## История
Улица Партизанская существует по крайней мере с 1920-х годов и первоначально имела название Односторонка Семинарской. 2 ноября 1927 года протоколом комиссии Казгорсовета переименована в Партизанскую.
В 1930—1940-х годах улица начиналась от района нынешнего проспекта Ямашева и заканчивалась в районе «старого управления» (бывшая Казанская церковно-учительская школа, затем администрация завода № 124). Улица была застроена частновладельческими домами, число которых составляло 44 (№№ 1–3, 13/4, 23/3, 27/1–41 по нечётной стороне и №№ 2–14/6, 18/5–64 по чётной), а её протяжённость составляла около 1,1 километра.
В 1942—1943 годах в так называемом «25-м квартале» (квартал, ограниченный нынешними улицами Декабристов, Гагарина, Восстания и Тунакова) были построены двухэтажные кирпичные дома для беженцев из западных районов СССР. В связи с застройкой территории бывшей Ивановской стройки многоэтажными домами в 1960-х годах большая часть домов улицы была снесена, остались лишь кирпичные дома в крайней северной части улицы.
После вхождения Ивановской стройки в состав Казани улица административно относилась к слободе Восстания, входившей в 6-ю часть города; после создания в городе административных районов относилась к Заречному (позже — Пролетарскому, 1925—1934), Ленинскому (1934—1973) и Московскому (с 1973 года) районам.

## Застройка
Застроена кирпичными домами, построенными в 1942—1943 годах; первоначально все они были двухэтажными, но позднее некоторые дома были надстроены до трёх или четырёх этажей.